# Pyrinia itunaria
Pyrinia itunaria es una especie de polilla de la familia Geometridae. La especie fue descrita por primera vez por Francis Walker habiendo sido descrita en 1860, con distribución en el estado de Pará, Brasil.

## Descripción
Es una polilla de color rojo ferruginoso. Las antenas son ciliadas. El abdomen se extiende un poco más allá de las alas traseras. Sus alas son más bien cortas, con tres líneas ferruginosas oblicuas casi rectas y casi paralelas. La parte inferior del ala es color amarillo brillante, parcialmente teñida de rojo. Cuenta con un tinte cinéreo a lo largo de la parte posterior del borde exterior. Las alas anteriores poco agudas, cuentan con una mancha subcostal y subapical blanca. La parte inferior cuenta con una línea exterior negra que está ampliamente bordeada de marrón en el lado exterior y está obsoleta en el frente.